# Vijfvlekspaandermot
De vijfvlekspaandermot (Hypatopa binotella) is een vlinder uit de familie spaandermotten (Blastobasidae). De wetenschappelijke naam is voor het eerst geldig gepubliceerd in 1794 door Thunberg.
De soort komt voor in Europa.